# Ousmane Dabo
Ousmane Dabo (Laval, 8 febbraio 1977) è un ex calciatore francese con passaporto senegalese, di ruolo centrocampista.

## Biografia
Suo padre Moussa è stato calciatore negli anni '70, vestendo tra l'altro la maglia del Laval, squadra del paese in cui è nato proprio Ousmane. È cugino del calciatore professionista Bryan Dabo.

## Carriera

### Club
Di madre francese e padre senegalese, è cresciuto nel Rennes con cui ha iniziato a giocare diciottenne. È arrivato in Italia nel 1998 all'Inter e ha esordito in Serie A il 20 settembre di quell'anno contro il Piacenza.
A metà stagione passò al L.R. Vicenza ben figurando senza tuttavia riuscire ad evitare la retrocessione della società biancorossa. Tornato all'Inter, a metà stagione cambiò nuovamente squadra, andando in comproprietà al Parma.
Nel 2000 tornò in Francia al Monaco all'interno di uno scambio di prestiti tra i club assieme a Sabri Lamouchi, ma a gennaio tornò ancora a Vicenza (sempre in prestito) e nuovamente non poté far nulla per evitare un'altra retrocessione.
Nel 2001 approdò quindi all'Atalanta in comproprietà col Parma per due stagioni prima di essere ceduto nel 2003, con la formula della comproprietà, alla Lazio, con cui ha vinto la Coppa Italia 2004. Nell'estate del 2004 viene riscattato alle buste dalla società biancoceleste. La sua prima esperienza romana dura tre stagioni in cui colleziona 96 presenze (79 in campionato, 10 nelle coppe nazionali e 7 nelle competizioni europee) e 3 reti (tutte in campionato).
Nel luglio del 2006 è passato al Manchester City in seguito alla scadenza del suo contratto con la Lazio, non rinnovato poiché, data la sua età, non era disposto a ridursi lo stipendio come avrebbe voluto il presidente Claudio Lotito.
Nella sessione del mercato invernale di gennaio 2008 ritorna alla Lazio, in seguito al suo scarso impiego da titolare con i Citizens e con un contratto fino al 2010. Nella prima stagione riesce a donare sostanza al centrocampo biancoceleste, ma nella stagione seguente, in conseguenza di problemi fisici, è rimasto fuori dai campi per alcune settimane ed è rientrato a metà del girone d'andata, siglando la rete del pareggio contro il Genoa. Realizza il penalty decisivo nella lotteria dei rigori per l'assegnazione della Coppa Italia 2008-2009, vinta 7-6 (1-1 al 90') sulla Sampdoria. Nella gara disputata all'Olimpico contro la Reggina offre l'assist decisivo per il gol di Mauro Zárate, portando la squadra biancoceleste all'ultima vittoria casalinga annuale.
Il 15 maggio 2010 gioca l'ultima partita con la maglia della Lazio, dopo aver preso la decisione di chiudere la carriera in Francia. Rimane quindi svincolato dalla società romana. Per lui 154 partite in maglia biancoceleste di cui 124 in campionato, 19 nelle coppe nazionali (17 in coppa Italia e 2 in Supercoppa Italiana) e 11 nelle competizioni europee (1 in Champions League, 6 in coppa Uefa e 4 in Europa League) condite da 4 gol realizzati tutti in campionato.
Nel febbraio 2011 viene ufficializzato il suo ritorno sui campi da gioco, dopo la breve assenza: veste la maglia dei New England Revolution, squadra della Major League Soccer statunitense.
Il 18 luglio 2011 informa il mondo, dal suo profilo di Facebook, che ha deciso di ritirarsi dal calcio giocato per i troppi infortuni, lasciando il calcio dopo 16 anni trascorsi fra Italia, Francia, Inghilterra e Stati Uniti.
Lo si rivede in veste di opinionista per Sky Sport a Parigi per l'Europeo 2016 e, successivamente, per Fox Sports.

### Nazionale
Con la nazionale francese ha giocato 3 partite e ha vinto la Confederations Cup 2003.

## Statistiche

### Presenze e reti nei club
| Stagione               | Squadra                | Campionato             | Campionato | Campionato | Coppe nazionali | Coppe nazionali | Coppe nazionali | Coppe continentali | Coppe continentali | Coppe continentali | Altre coppe | Altre coppe | Altre coppe | Totale | Totale |
| Stagione               | Squadra                | Comp                   | Pres       | Reti       | Comp            | Pres            | Reti            | Comp               | Pres               | Reti               | Comp        | Pres        | Reti        | Pres   | Reti   |
| ---------------------- | ---------------------- | ---------------------- | ---------- | ---------- | --------------- | --------------- | --------------- | ------------------ | ------------------ | ------------------ | ----------- | ----------- | ----------- | ------ | ------ |
| 1995-1996              | Rennes                 | D1                     | 5          | 0          | CF+CdL          | 0+1             | 0+0             | -                  | -                  | -                  | -           | -           | -           | 6      | 0      |
| 1996-1997              | Rennes                 | D1                     | 24         | 1          | CF+CdL          | 0+0             | 0+0             | Int                | 2                  | 0                  | -           | -           | -           | 26     | 1      |
| 1997-1998              | Rennes                 | D1                     | 12         | 1          | CF+CdL          | 1+0             | 0+0             | -                  | -                  | -                  | -           | -           | -           | 13     | 1      |
| Totale Rennes          | Totale Rennes          | Totale Rennes          | 41         | 2          |                 | 2               | 0               |                    | 2                  | 0                  |             | -           | -           | 45     | 2      |
| ago. 1998-gen. 1999    | Inter                  | A                      | 5          | 0          | CI              | 3               | 0               | UCL                | 0                  | 0                  | -           | -           | -           | 8      | 0      |
| gen.-giu. 1999         | Vicenza                | A                      | 13         | 0          | CI              | -               | -               | -                  | -                  | -                  | -           | -           | -           | 13     | 0      |
| ago.-dic. 1999         | Inter                  | A                      | 8          | 0          | CI              | 2               | 0               | -                  | -                  | -                  | -           | -           | -           | 10     | 0      |
| Totale Inter           | Totale Inter           | Totale Inter           | 13         | 0          |                 | 5               | 0               |                    | 0                  | 0                  |             | -           | -           | 18     | 0      |
| gen.-giu. 2000         | Parma                  | A                      | 16+1       | 0          | CI              | -               | -               | UCL+CU             | -+1                | -+0                | SI          | -           | -           | 18     | 0      |
| ago.-dic. 2000         | Monaco                 | D1                     | 16         | 0          | CF+CdL          | 1+1             | 0+1             | UCL                | 4                  | 0                  | SF          | -           | -           | 22     | 1      |
| gen.-giu. 2001         | Vicenza                | A                      | 17         | 1          | CI              | -               | -               | -                  | -                  | -                  | -           | -           | -           | 17     | 1      |
| Totale Vicenza         | Totale Vicenza         | Totale Vicenza         | 30         | 1          |                 | -               | -               |                    | -                  | -                  |             | -           | -           | 30     | 1      |
| 2001-2002              | Atalanta               | A                      | 21         | 0          | CI              | 3               | 0               | -                  | -                  | -                  | -           | -           | -           | 24     | 0      |
| 2002-2003              | Atalanta               | A                      | 31+2       | 4          | CI              | 1               | 0               | -                  | -                  | -                  | -           | -           | -           | 34     | 4      |
| Totale Atalanta        | Totale Atalanta        | Totale Atalanta        | 54         | 4          |                 | 4               | 0               |                    | -                  | -                  |             | -           | -           | 58     | 4      |
| 2003-2004              | Lazio                  | A                      | 19         | 0          | CI              | 3               | 0               | UCL                | 1                  | 0                  | -           | -           | -           | 23     | 0      |
| 2004-2005              | Lazio                  | A                      | 29         | 1          | CI              | 1               | 0               | CU                 | 6                  | 0                  | SI          | 1           | 0           | 37     | 1      |
| 2005-2006              | Lazio                  | A                      | 31         | 2          | CI              | 4               | 0               | Int                | 0                  | 0                  | -           | -           | -           | 35     | 2      |
| 2006-2007              | Manchester City        | PL                     | 13         | 0          | FACup+CdL       | 4+0             | 0+0             | -                  | -                  | -                  | -           | -           | -           | 17     | 0      |
| ago.-dic. 2007         | Manchester City        | PL                     | 0          | 0          | FACup+CdL       | 0+1             | 0+0             | -                  | -                  | -                  | -           | -           | -           | 1      | 0      |
| Totale Manchester City | Totale Manchester City | Totale Manchester City | 13         | 0          |                 | 5               | 0               |                    | -                  | -                  |             | -           | -           | 18     | 0      |
| gen.-giu. 2008         | Lazio                  | A                      | 13         | 0          | CI              | 2               | 0               | UCL                | -                  | -                  | -           | -           | -           | 15     | 0      |
| 2008-2009              | Lazio                  | A                      | 21         | 1          | CI              | 5               | 0               | -                  | -                  | -                  | -           | -           | -           | 26     | 1      |
| 2009-2010              | Lazio                  | A                      | 12         | 0          | CI              | 1               | 0               | UEL                | 4                  | 0                  | SI          | 1           | 0           | 18     | 0      |
| Totale Lazio           | Totale Lazio           | Totale Lazio           | 125        | 4          |                 | 16              | 0               |                    | 11                 | 0                  |             | 2           | 0           | 154    | 4      |
| feb.-lug. 2011         | New England Revolution | MLS                    | 3          | 0          | OC              | 0               | 0               | -                  | -                  | -                  | -           | -           | -           | 3      | 0      |
| Totale carriera        | Totale carriera        | Totale carriera        | 312        | 11         |                 | 34              | 1               |                    | 18                 | 0                  |             | 2           | 0           | 366    | 12     |

### Cronologia presenze e reti in nazionale
| Cronologia completa delle presenze e delle reti in nazionale ― Francia | Cronologia completa delle presenze e delle reti in nazionale ― Francia | Cronologia completa delle presenze e delle reti in nazionale ― Francia | Cronologia completa delle presenze e delle reti in nazionale ― Francia | Cronologia completa delle presenze e delle reti in nazionale ― Francia | Cronologia completa delle presenze e delle reti in nazionale ― Francia | Cronologia completa delle presenze e delle reti in nazionale ― Francia | Cronologia completa delle presenze e delle reti in nazionale ― Francia |
| Data                                                                   | Città                                                                  | In casa                                                                | Risultato                                                              | Ospiti                                                                 | Competizione                                                           | Reti                                                                   | Note                                                                   |
| ---------------------------------------------------------------------- | ---------------------------------------------------------------------- | ---------------------------------------------------------------------- | ---------------------------------------------------------------------- | ---------------------------------------------------------------------- | ---------------------------------------------------------------------- | ---------------------------------------------------------------------- | ---------------------------------------------------------------------- |
| 20-6-2003                                                              | Saint-Étienne                                                          | Francia                                                                | 2 – 1                                                                  | Giappone                                                               | Conf. Cup 2003 - 1º turno                                              | -                                                                      |                                                                        |
| 22-6-2003                                                              | Saint-Denis                                                            | Francia                                                                | 5 – 0                                                                  | Nuova Zelanda                                                          | Conf. Cup 2003 - 1º turno                                              | -                                                                      | 68’                                                                    |
| 20-8-2003                                                              | Lancy                                                                  | Svizzera                                                               | 0 – 2                                                                  | Francia                                                                | Amichevole                                                             | -                                                                      | 84’                                                                    |
| Totale                                                                 |                                                                        | Presenze                                                               | 3                                                                      |                                                                        | Reti                                                                   | 0                                                                      |                                                                        |

## Palmarès

### Club
- Coppa Italia: 2

Lazio: 2003-2004, 2008-2009
- Supercoppa italiana: 2

Parma: 1999
Lazio: 2009

### Nazionale
- Confederations Cup: 1

2003